# Jan VIII van Nassau-Siegen
Jan (of Johan) VIII (of II) de Jongste (Dillenburg, 29 september 1583 – Ronse, 27 juli 1638) was de tweede zoon van Johan VII de Middelste en Magdalena van Waldeck-Wildungen. Hij stierf na de belegering van Sint-Omaars.

## Leven

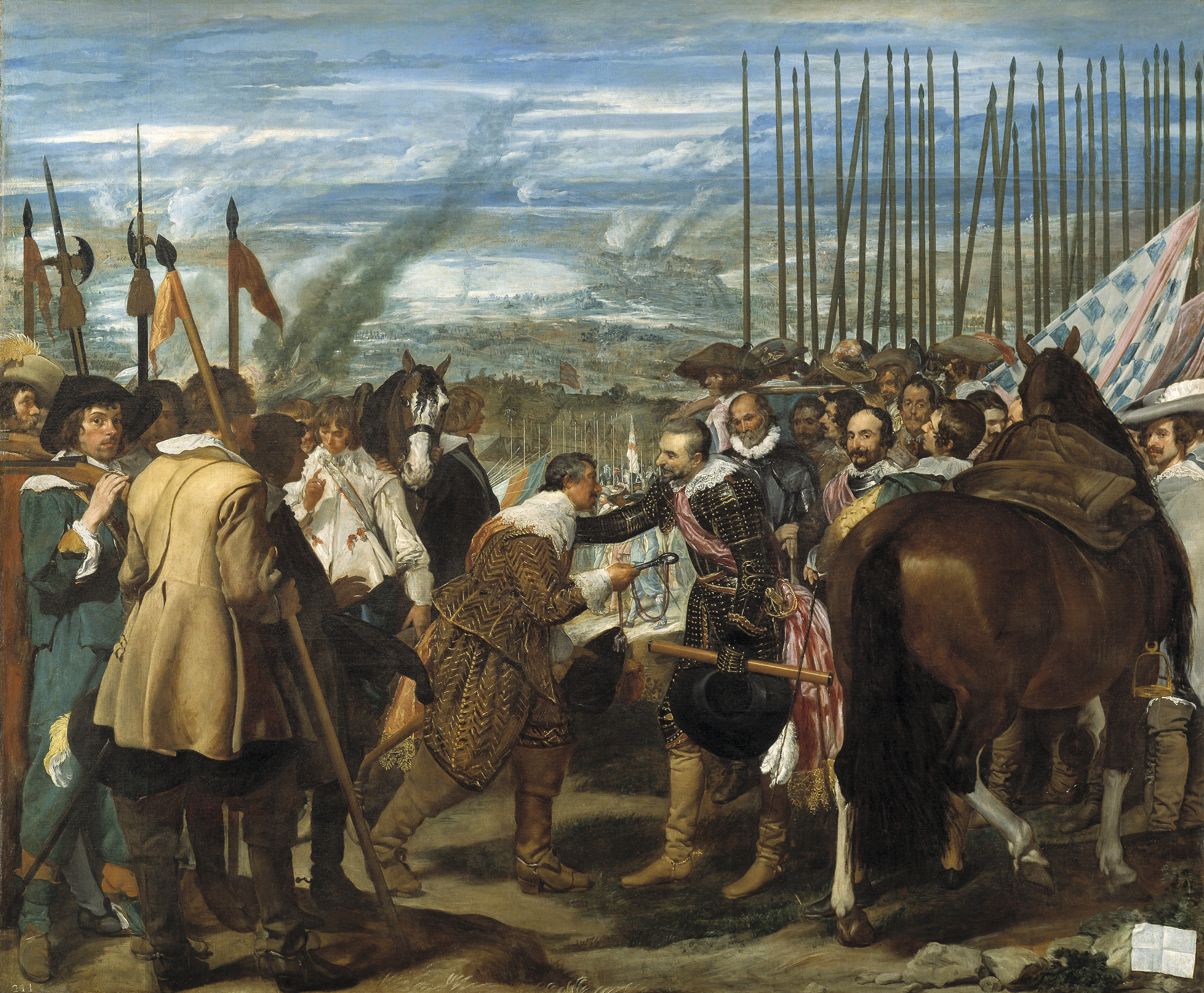
Las Lanzas, geschilderd door Diego Velázquez, in het Prado in Madrid

Jan kreeg zijn opleiding in Herborn, Kassel en Genève. Tijdens zijn grand tour is hij gevangengenomen in Napels. Op voorspraak van paus Clemens VIII is hij vrijgelaten. In 1610 was hij betrokken als officier in het Staatse leger bij de verovering van Gulik.
Op 25 december 1613 bekeerde hij zich tot ontzetting van zijn familie openlijk tot het katholicisme. In 1614 trad hij in dienst van Karel Emanuel I, de hertog van Savoye. Na de dood van zijn broer Johan Ernst van Nassau-Siegen in september 1617 maakte hij aanspraken op zijn erfdeel, maar de vader gaf de voorkeur aan de protestantse opvolger. In 1619 trad hij in Habsburgse dienst. In 1623 toen zijn vader overleed, bezette hij Nassau-Siegen met een keizerlijk leger en begon een Contrareformatie.
In 1625 nam hij deel aan de Belegering van Breda, die elf maanden duurde. Door een gebrek aan levensmiddelen gaf de stad, verdedigd door zijn achterneef Justinus van Nassau zich over. De overhandiging van de sleutel aan de Spaanse bevelhebber Ambrosio Spinola is in Spanje een zeer tot de verbeelding sprekende gebeurtenis geworden en in een beroemd schilderij van Diego Velázquez vereeuwigd. Jan claimde na het overlijden van prins Maurits bij Filips II de baronie van Breda en als katholieke Nassau kreeg hij die ook. Hij droeg de titel tot de stad in 1637 door Frederik Hendrik werd veroverd.
In 1630 raakte hij in Nederlandse handen, maar werd nog in hetzelfde jaar vrijgelaten. In 1632 werd zijn grondgebied bezet door Zweedse troepen in het kader van de Dertigjarige Oorlog. Johan Maurits van Nassau-Siegen maakte van de gelegenheid gebruik de maatregelen van zijn halfbroer terug te draaien. Hij nam in 1638 deel aan de verdediging of belegering van Sint-Omaars waarna hij stierf.

## Huwelijk en kinderen

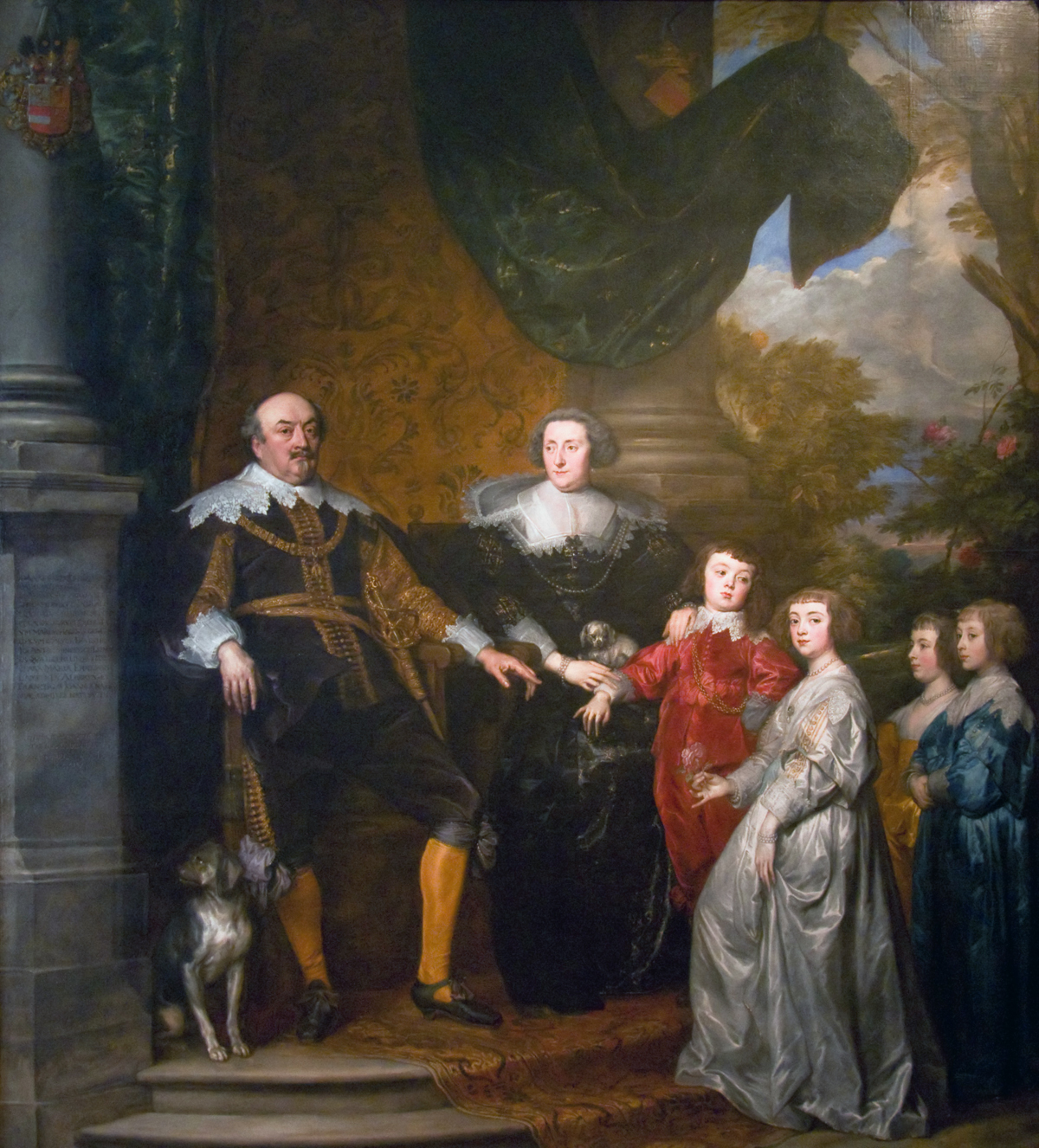
Familie van Jan van Nassau-Siegen door Van Dyck in 1634

Jan trouwde op 13 augustus 1618 te Brussel met de katholieke Ernestine Yolande van Ligne (1594-1668). 
Zij kregen de volgende kinderen:
- Maria (1619-1620)
- bij geboorte gestorven dochter (1620)
- Clara Maria (Brussel, 1621 - Beloeil, 1695) en gehuwd in 1634 te Brussel met prins Albert Henri van Ligne (+ 1641) en in 1642 met prins Claude Lamoral I van Ligne (+ 1679)
- Ernestine Charlotte (1623-1668), gehuwd in 1650 te Brussel met prins Maurits Hendrik van Nassau-Hadamar (+ 1679),
- Lamberta Alberta Gabrielle Ursula (1625-1635)
- Johan Frans Desideratus (Nozeroy, 1627 - Roermond, 1699), vorst van Nassau-Siegen

Het familieportret geschilderd door Van Dijck in 1634, toont Jan van Nassau en zijn gezin. Dit doek dat in de linkerantichambre van het kasteel van Ronse hing, is vandaag de dag een topstuk in de Cowper Collectie in Firle, samengesteld door George van Nassau Cowper, de derde Earl Cowper, die het doek had geërfd van Henry de Nassau d'Auverquerque, de eerste Earl of Grantham.

## Overlijden en nalatenschap
Jan VIII was van 1623 tot zijn dood in 1638 graaf Nassau-Siegen, Katzenelnbogen, Vianden en Dietz, markies van Monte-Caballo, baron van Beilstein en baron van Ronse. 
Hij werd opgevolgd door zijn enige zoon Johan Frans Desideratus, die onder de voogdij stond van zijn moeder tot hij meerderjarig werd.  De heerschappij van Johan Frans Desideratus werd evenwel gekenmerkt door wanbeheer en schulden. Hij moest bovendien een deel van het graafschap aan de protestantse tak van de familie afstaan.

## Voorouders
| Voorouders van Jan VIII van Nassau-Siegen | Voorouders van Jan VIII van Nassau-Siegen                                             | Voorouders van Jan VIII van Nassau-Siegen                                             | Voorouders van Jan VIII van Nassau-Siegen                                             | Voorouders van Jan VIII van Nassau-Siegen                                             | Voorouders van Jan VIII van Nassau-Siegen                                             | Voorouders van Jan VIII van Nassau-Siegen                                             | Voorouders van Jan VIII van Nassau-Siegen                                             | Voorouders van Jan VIII van Nassau-Siegen                                             |
| ----------------------------------------- | ------------------------------------------------------------------------------------- | ------------------------------------------------------------------------------------- | ------------------------------------------------------------------------------------- | ------------------------------------------------------------------------------------- | ------------------------------------------------------------------------------------- | ------------------------------------------------------------------------------------- | ------------------------------------------------------------------------------------- | ------------------------------------------------------------------------------------- |
| Overgrootouders                           | Willem I van Nassau-Dillenburg (1487-1559) x Juliana van Stolberg (1506-1580)         | Willem I van Nassau-Dillenburg (1487-1559) x Juliana van Stolberg (1506-1580)         | Georg III van Leuchtenberg (1502-1555) ∞ Barbara van Brandenburg-Ansbach (1495-1552)  | Georg III van Leuchtenberg (1502-1555) ∞ Barbara van Brandenburg-Ansbach (1495-1552)  | ? (-) ∞ ? (-)                                                                         | ? (-) ∞ ? (-)                                                                         | ? (-) ∞ ? (-)                                                                         | ? (-) ∞ ? (-)                                                                         |
| Grootouders                               | Jan VI van Nassau-Dillenburg (1536-1606) ∞ Elisabeth van Leuchtenberg (1537-1579)     | Jan VI van Nassau-Dillenburg (1536-1606) ∞ Elisabeth van Leuchtenberg (1537-1579)     | Jan VI van Nassau-Dillenburg (1536-1606) ∞ Elisabeth van Leuchtenberg (1537-1579)     | Jan VI van Nassau-Dillenburg (1536-1606) ∞ Elisabeth van Leuchtenberg (1537-1579)     | Filips IV Waldeck-Wildungen (-) ∞ Jutta van Isenburg (-)                              | Filips IV Waldeck-Wildungen (-) ∞ Jutta van Isenburg (-)                              | Filips IV Waldeck-Wildungen (-) ∞ Jutta van Isenburg (-)                              | Filips IV Waldeck-Wildungen (-) ∞ Jutta van Isenburg (-)                              |
| Ouders                                    | Johan VII van Nassau-Siegen (1561-1623) ∞ Magdalena van Waldeck-Wildungen (1558-1599) | Johan VII van Nassau-Siegen (1561-1623) ∞ Magdalena van Waldeck-Wildungen (1558-1599) | Johan VII van Nassau-Siegen (1561-1623) ∞ Magdalena van Waldeck-Wildungen (1558-1599) | Johan VII van Nassau-Siegen (1561-1623) ∞ Magdalena van Waldeck-Wildungen (1558-1599) | Johan VII van Nassau-Siegen (1561-1623) ∞ Magdalena van Waldeck-Wildungen (1558-1599) | Johan VII van Nassau-Siegen (1561-1623) ∞ Magdalena van Waldeck-Wildungen (1558-1599) | Johan VII van Nassau-Siegen (1561-1623) ∞ Magdalena van Waldeck-Wildungen (1558-1599) | Johan VII van Nassau-Siegen (1561-1623) ∞ Magdalena van Waldeck-Wildungen (1558-1599) |
| Jan VIII van Nassau-Siegen (1583-1638)    |                                                                                       |                                                                                       |                                                                                       |                                                                                       |                                                                                       |                                                                                       |                                                                                       |                                                                                       |

- Biografisch Portaal: 85129595
- Gemeinsame Normdatei: 136244750
- International Standard Name Identifier: 0000 0001 1773 9379
- Nederlandse Thesaurus van Auteursnamen: 120528266
- Virtual International Authority File: 89024501
- WorldCat: E39PBJwX6JWQyywWHrg8jJqhHC